# Khāga
Khāga är en ort i Indien.   Den ligger i distriktet Fatehpur och delstaten Uttar Pradesh, i den centrala delen av landet, 500 km sydost om huvudstaden New Delhi. Khāga ligger 115 meter över havet och antalet invånare är 13 338.
Terrängen runt Khāga är mycket platt. Runt Khāga är det tätbefolkat, med 613 invånare per kvadratkilometer. Khāga är det största samhället i trakten. Trakten runt Khāga består till största delen av jordbruksmark.